# Premio del Sindicato de Guionistas 1948
La 1.ª Edición de los Premios del Sindicato de Guionistas de Estados Unidos  premió a los mejores guionistas de cine en 1948. Los ganadores fueron anunciados en 1949.

## Nominados y ganadores

### Cine
Los ganadores están listados primero y destacados en negritas.
| Mejor Guion de un tema americano - The Snake Pit – Frank Partos y Millen Brand ⭐ - All My Sons – Chester Erskine - Another Part of the Forest – Vladimir Pozner - Apartment for Peggy – George Seaton - Call Northside 777 – Jerome Cady y Jay Dratler - Command Decision – William R. Laidlaw y George Froeschel - Cry of the City – Richard Murphy - I Remember Mama – Dewitt Bodeen - Lousiana Story – Frances H. Flaherty y Robert Flaherty - The Naked City – Albert Maltz y Malvin Wald - The Street with no Name – Harry Kleiner | Mejor Guion Western - The Treasure of the Sierra Madre – John Huston ⭐ - Fort Apache – John Huston - Four Faces West – Frank S. Nugent - Fury at Furnace Creek – C. Graham Baker y Teddi Sherman - Green Grass of Wyoming – Martin Berkeley - Rachel and the Stranger – Waldo Salt - Red River – Borden Chase y Charles Schnee - Station West – Frank Fenton y Winston Miller - The Man From Colorado – Robert Hardy Andrews y Ben Maddow - The Paleface – Edmund L. Hartmann, Frank Tashlin y Jack Rose                                                                              |
| Mejor Guion en Musical - Easter Parade – Sidney Sheldon, Frances Goodrich y Albert Hackett ⭐ - Luxury Liner – Gladys Lehman y Richard Connell - On an Island with You – Dorothy Kingsley, Dorothy Cooper, Charles Martin y Hans Wilhelm - That Lady in Ermine – Samson Raphaelson - The Emperor Waltz – Charles Brackett y Billy Wilder - When My Baby Smiles at Me – Lamar Trotti - You Were Meant for Me – Elick Moll y Valentine Davies                                                                                              | Mejor Guion Dramático - The Snake Pit, Screenplay by Frank Partos y Millen Brand ⭐ - All My Sons – Chester Erskine - Another Part of the Forest – Vladimir Pozner - Berlin Express – Harold Medford - Call Northside 777 – Jerome Cady y Jay Dratler - Command Decision – William R. Laidlaw y George Froeschel - I Remember Mama – Dewitt Bodeen - Johnny Belinda – Irma von Cube y Allen Vincent - Key Largo – Richard Brooks y John Huston - Sorry, Wrong Number – Lucille Fletcher - The Naked City – Albert Maltz y Malvin Wald - The Treasure of the Sierra Madre – John Huston |
| Mejor Guion de Comedia - Sitting Pretty – F. Hugh Herbert ⭐ - - A Foreign Affair – Charles Brackett, Billy Wilder y Richard L. Breen - Apartment for Peggy – George Seaton - I Remember Mama – Dewitt Bodeen - June Bride – Ranald Macdougall - Miss Tatlock's Millions – Charles Brackett y Richard L. Breen - No Minor Vices – Arnold Manoff - The Mating of Millie – Louella MacFarlane y St. Clair McKelway - The Paleface – Edmund L. Hartmann, Frank Tashlin y Jack Rose                                                          | |